# Лена Ченчева
Лена Петрова Ченчева е драматична актриса и режисьорка.

## Биография
Родена е на 13 януари 1914 г. в Шумен. Учи втора прогимназия, но завършва през 1932 г. девическия реален клас на мъжката гимназия „Васил Друмев“. Започва да играе на сцената на различни работнически театри. Някои от тях са театрите „Сини блузи“, „Трибуна“, „Народна сцена“, „Т-35“. От 1930 до 1936 г. играе в „Реалистичен театър“. Пред 1942 г. завършва Държавната театрална школа. След това учи право в Софийския университет. Става член на БОНСС. От 1944 до 1945 г. е ръководител на редица театри на фронта. Ченчева е сред основателите на театър „Трудов фронт“, както и негов директор и режисьор от 1947 до 1950 г. Учи режисура в ГИТИС при А. Д. Попов. От 1953 г. е кандидат на изкуствоведческите науки, днес доктор. Режисьорка на Театъра на народната армия (1953 – 1956), работнически театър „Георги Димитров“ (1956 – 1964), народен театър на младежта (1964 – 1966). От 1970 до 1974 г. е директор на Театър 199. През 1955 г. става лауреат на Димитровска награда. Заслужила артистка от 1963 г.